# Zofia Czeska
Zofia Czeska, en religion Mère Zofia, (Czarnocin, 1584 - Cracovie, 17 septembre 1650) est une veuve devenue religieuse et fondatrice de la congrégation des Vierges de la Présentation de la Bienheureuse Vierge Marie consacrée à l'éducation des pauvres. Elle est béatifiée le 9 juin 2013 à Cracovie par le Cardinal Angelo Amato.

## Biographie
Née en 1584 au sein d'une famille noble, Zofia épouse en 1600 un tchèque de grande noblesse. Mais en 1606, celui-ci décède et Zofia devient veuve à l'âge de 22 ans. 
En 1621, elle fait acte de donation de ses biens et transforme sa maison familiale en école. Elle décide de se consacrer à l'éducation des pauvres et des orphelins. Des amies attirées par son esprit de service se joignent à Zofia dans son œuvre. Elle fonde alors la congrégation religieuse des Vierges de la Présentation de la Bienheureuse Vierge Marie. Le 31 mai 1627, Mgr Marcin Szyszkowski (pl), archevêque de Cracovie approuve l'ordre naissant. Ainsi, elle devient Mère Zofia. Elle est morte le 1er avril 1650.

## Béatification
Son procès en béatification a été ouvert à la phase diocésaine en 1995. En 1997, la cause est passée à la phase romaine pour y être examinée par la Congrégation pour les causes des saints. Le 27 juin 2011, elle est déclarée vénérable, et, le 9 juin 2013, Mère Zofia est solennellement béatifiée par le cardinal Angelo Amato, au nom du pape François. La cérémonie s'est déroulée au sanctuaire de la Miséricorde Divine à Kraków-Łagiewniki.

## Fête
La bienheureuse Zofia Czeska est liturgiquement commémorée le 15 mai.